# Королівська академія іспанської мови

Герб Королівської академії іспанської мови

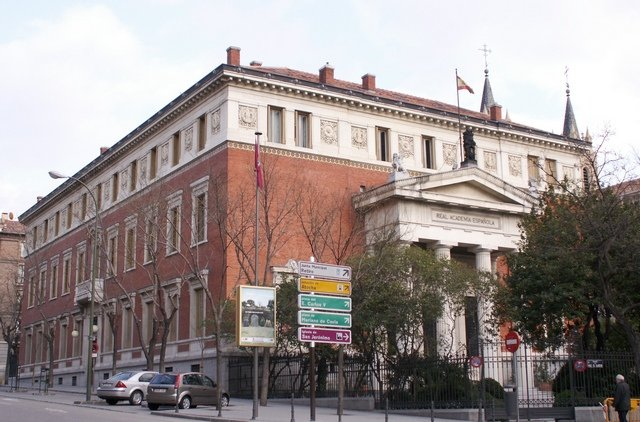
Королівська академія іспанської мови в Мадриді

Королі́вська акаде́мія іспа́нської мо́ви (ісп. Real Academia Española (RAE)) — наукова установа, заснована в Іспанії, метою якої є вивчення іспанської мови та літератури, а також виконання функції регулятора мовної та літературної норми сучасної іспанської мови на всіх територіях її поширення. Штаб-квартира організації міститься в Мадриді, але для полегшення зв'язків з усіма іспаномовними країнами, у 1951 р. також була створена Асоціація академій іспанської мови (Asociación de Academias de la Lengua Española) з представниками від 21 країни.
Президент Академії — Даріо Вільянуеве.

## Історія
Заснована у 1713 році під час правління короля Філіпа V Анжуйського. Засновником Академії вважається Хуан Мануель Фернандес Пачеко. У 2000-ні роки Королівська академія іспанської мови видала повний тлумачний та етимологічний електронний словник іспанської мови, доступний онлайн.

## Організація та діяльність
Згідно з постановою, Академія складається з:
- Академічний колектив (загалом 46 членів): 46 членів Академії вибираються пожиттєво («безсмертні»). Кожен член Академії має персональний стілець, який позначається великою або малою літерою алфавіту. Після смерті академіка його стілець займає новий академік через 6 місяців.
- Іспанські члени-кореспонденти (до 60);
- Іноземні члени-кореспонденти;
- Американські академіки (котрі згідно з законом мають статус вчених);
- Почесні академіки.

## Видатні члени Академії

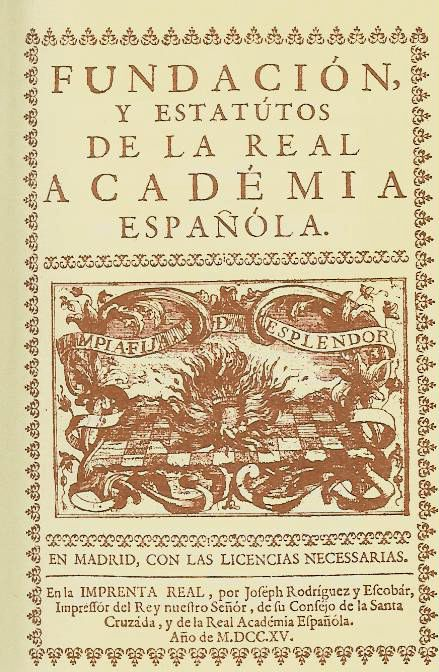
Титульна сторінка «Fundación y estatútos de la Real Académia Españóla» (Заснування та статути Королівської академії іспанської мови), 1715 рік

### ЛауреатиНобелівської премії
- Каміло Хосе Села (1916—2002)
- Вісенте Алейксандре (1898—1984)
- Хасінто Бенавенте (1866—1954)
- Хосе Ечегарай-і-Ейсагірре (1832—1916)

### Лауреатипремії Сервантеса
- Дамасо Алонсо
- Франсіско Аяла
- Антоніо Буеро Вальєхо
- Мігель Делібес
- Герардо Дієго
- Хосе Гарсія Ньєто
- Хорхе Гільєн
- Хосе Єрро
- Луїс Росалес
- Гонсало Торренте Бальєстер